# شهدطوطی شکم‌ارغوانی
شهدطوطی شکم‌ارغوانی (نام علمی: Lorius hypoinochrous)، گونه‌ای از طوطی‌های خانواده طوطیان سبز و بومی پاپوآ گینه نو است. در جنوب شرقی گینه نو، مجمع‌الجزایر بیسمارک، جزایر د انترکاستوکس، مجمع‌الجزایر لوئیسیاد، جزایر تروبریاند و جزیره وودلارک یافت می‌شود.
زیستگاه‌های طبیعی آن جنگل‌های دشت نمناک نیمه‌گرمسیری یا گرمسیری، جنگل‌های حرا نیمه‌گرمسیری یا گرمسیری و جنگل‌های کوهستانی نمناک نیمه‌گرمسیری یا گرمسیری است.